# Fredonia (New York)
Fredonia est un village faisant partie du comté de Chautauqua, dans l'État de New York. 

## Démographie
| Groupe            | Fredonia | New York | États-Unis |
| ----------------- | -------- | -------- | ---------- |
| Blancs            | 93,8     | 65,8     | 72,4       |
| Afro-Américains   | 1,8      | 15,9     | 12,6       |
| Asiatiques        | 1,6      | 7,3      | 4,8        |
| Métis             | 1,3      | 3,0      | 2,9        |
| Autres            | 1,2      | 7,5      | 6,2        |
| Amérindiens       | 0,3      | 0,6      | 0,9        |
| Total             | 100      | 100      | 100        |
|                   |          |          |            |
| Latino-Américains | 3,9      | 17,6     | 16,7       |

Selon l'American Community Survey, pour la période 2011-2015, 91,57 % de la population âgée de plus de 5 ans déclare parler anglais à la maison alors que 3,61 % déclare parler l'espagnol, 1,37 % l'italien, 0,94 % le coréen et 2,50 % une autre langue.

## Source
- (en) Cet article est partiellement ou en totalité issu de l’article de Wikipédia en anglais intitulé « Fredonia, New York » (voir la liste des auteurs).

1. ↑  (en) « Fredonia, NY Population - Census 2010 and 2000 », sur censusviewer.com (consulté le 10 mai 2016).
2. ↑  (en) « Population of New York - Census 2010 and 2000 », sur censusviewer.com (consulté le 10 mai 2016).
3. ↑  (en) « Language spoken at home by ability to speak English for the population 5 years and over », sur factfinder.census.gov.